# ندغ جبلي
الندغ الجبلي  أو المخمرة أو زعتر الجبل أو زوباع البر  أو صعتر الجبل (باللاتينية: Satureja montana) هو نوع نباتي عشبي يتبع جنس الندغ من الفصيلة الشفوية.

## الموئل والانتشار
موطنه الأصلي المشرق العربي وجنوب أوروبا والقوقاز والبلقان.